# Йоаким Касандрийски
Йоаким, известен като Лесвиос (на гръцки: Ιωακείμ ο Λέσβιος), е гръцки духовник, касандрийски епископ на Константинополската патриаршия от XVIII век.
Роден е на Лесбос и затово носи прякора Лесвиос. Става касандрийски архиепископ. През май 1727 година пише писмо до патриарх Паисий II Константинополски по отношение на Божи гроб. През 1734 година пише писмо до патриарх Неофит VI Константинополски по отношение на църквата „Свети Йоан“ в Галата, Цариград.